# Chaerophyllum rubellum
Chaerophyllum rubellum är en flockblommig växtart som beskrevs av Nicholas Michailovitj Albov. Chaerophyllum rubellum ingår i släktet rotkörvlar, och familjen flockblommiga växter. Inga underarter finns listade i Catalogue of Life.